# Joël Dupuch
Joël Dupuch, né le 9 septembre 1955 à Arès dans le sud-ouest de la France, est un ostréiculteur et restaurateur installé à Lège-Cap-Ferret.
Il a commencé une carrière d'acteur et s'est fait remarquer pour son rôle dans le film de Guillaume Canet, Les Petits Mouchoirs (2010).

## Biographie
Les Dupuch sont originaires de la commune d’Arès et du village du Four, situé sur la commune de Lège. Il fait partie de la sixième génération d'une famille d'ostréiculteurs du bassin d'Arcachon,. En effet son arrière-arrière-grand-père, Novice Nora, qui avait cinq frères et sœurs, ostréiculteurs et pécheurs, créé en 1878, le village des Jacquets sur la commune de Lège.
Il a commencé à travailler en 1973 ; en 1974 il rachète les huîtres Brunet, sa première affaire.
Il a été le propriétaire du Joël D., un restaurant à Bordeaux, rue de Condé, spécialisé dans le saumon, le foie gras et les huîtres. Les habitués y faisaient table comble. Les Bordelais aficionados y venaient pour ses huîtres. Le restaurant a fait faillite en juillet 2011.
Son exploitation ostréicole est elle aussi en liquidation judiciaire mais, parallèlement à la première société, une seconde société poursuit l'activité.
De 1994 à 2000, Joël Dupuch est vice-président de la Chambre de commerce et d'industrie de Bordeaux.
Joël Dupuch dirige avec Philippe Dayot et Serge Cazaux les Parcs de l'Impératrice, compagnie de négoce et de production d'huîtres sur la presqu’île du Cap Ferret.
Il a commencé le cinéma grâce à son ami Guillaume Canet, qu’il connait depuis 1998, par l'entremise du designer Philippe Starck, et avec lequel il « passait souvent des vacances ». Il a été surnommé « le plus célèbre ostréiculteur » de France.
Il a écrit un livre, publié en 2012.
En 2013, il apparaît dans l'épisode dédié au bassin d'Arcachon de la série documentaire Les Carnets de Julie. En 2019, il joue le rôle de Gibert dans le téléfilm L'Héritage de Laurent Dussaux.
En 2021, il est l'invité de Morgan Niquet (Morgan Vs) dans un épisode consacré aux huîtres, diffusé le 22 février 2021 sur YouTube.
Joël Dupuch est marié avec Élise Galand, née en 1974, et a trois enfants.

## Filmographie
Sauf indication contraire, les informations mentionnées dans cette section peuvent être confirmées par la base de données cinématographiques IMDb,  présente dans la section « Liens externes ».
- 2006 : Ne le dis à personne de Guillaume Canet : l'homme massif conducteur du fourgon, un des hommes de main de Gilbert Neuville (Jean Rochefort)
- 2010 : Les Petits Mouchoirs de Guillaume Canet : Jean-Louis, le gars des huîtres
- 2013 : Jappeloup de Christian Duguay : Francis Lebail
- 2015 : Peplum, mini-série réalisée par Philippe Lefebvre : Otho
- 2017 : Un sac de billes de Christian Duguay : Julien, le boulanger
- 2019 : Nous finirons ensemble de Guillaume Canet : Jean-Louis, le gars des huîtres
- 2019 : Mongeville, épisode La Ferme de Louise réalisé par Dominique Ladoge : Marcel Foucher
- 2019 : L'Héritage, téléfilm de Laurent Dussaux : Gilbert[8]

## Émissions de télévision
- Côté cuisine - magazine culinaire
- Vous trouvez ça normal ?! - talk show
- Nouvelle Aquitaine : Les terroirs de l'huître - émission spéciale
- 9H50, le matin en Nouvelle-Aquitaine - magazine régional
- Le Grand Journal - talk show
- Celebrity Hunted - jeu

## Publication
- Sur la vague du bonheur (Paris : Éditions Michel Lafon, 2012)